# Comares

Mapa geográfico.

Comares é um município da Espanha na província de Málaga, comunidade autónoma da Andaluzia, de área 25 km² com população de 1568 habitantes (2004) e densidade populacional de 55,43 hab/km².

## Demografia
| Variação demográfica do município entre 1991 e 2004 | Variação demográfica do município entre 1991 e 2004 | Variação demográfica do município entre 1991 e 2004 | Variação demográfica do município entre 1991 e 2004 |
| --------------------------------------------------- | --------------------------------------------------- | --------------------------------------------------- | --------------------------------------------------- |
| 1991                                                | 1996                                                | 2001                                                | 2004                                                |
| 1460                                                | 1405                                                | 1336                                                | 1419                                                |